# Campionatul Mondial de Atletism din 2023 - 20 km marș (feminin)
Proba feminină de 20 km marș de la Campionatul Mondial de Atletism din 2023 a avut loc pe 20 august 2023 la Budapesta, Ungaria.

## Program
Ora este ora Ungariei (UTC+1)
| Dată      | Oră   | Etapă  |
| --------- | ----- | ------ |
| 20 august | 07:15 | Finala |

## Rezultate

### Finala
Cursa a început la ora 7:15.
| Loc | Nume                   | Țară        | Timp    | Avertismente | Note     |
| --- | ---------------------- | ----------- | ------- | ------------ | -------- |
| 1   | María Pérez            | Spania      | 1:26:51 |              |          |
| 2   | Jemima Montag          | Australia   | 1:27:16 | ~            | RC       |
| 3   | Antonella Palmisano    | Italia      | 1:27:26 |              | SB       |
| 4   | Kimberly García        | Peru        | 1:27:32 |              |          |
| 5   | Alegna González        | Mexic       | 1:27:36 | ~            |          |
| 6   | Glenda Morejón         | Ecuador     | 1:27:40 | ~~           | SB       |
| 7   | Ma Zhenxia             | China       | 1:28:30 | ~            |          |
| 8   | Viviane Lyra           | Brazilia    | 1:28:36 | ~            | PB       |
| 9   | Ana Cabecinha          | Portugalia  | 1:28:49 | >~           | SB       |
| 10  | Olena Sobchuk          | Ucraina     | 1:28:50 | ~            | PB       |
| 11  | Liudmila Oleanovska    | Ucraina     | 1:29:36 | ~            | SB       |
| 12  | Yang Jiayu             | China       | 1:29:40 |              |          |
| 13  | Erica Sena             | Brazilia    | 1:29:53 | >            |          |
| 14  | Nanako Fujii           | Japonia     | 1:30:10 |              |          |
| 15  | Antigoni Ntrismpioti   | Grecia      | 1:30:19 |              |          |
| 16  | Clémence Beretta       | Franța      | 1:30:43 | ~            |          |
| 17  | Liu Hong               | China       | 1:30:43 |              |          |
| 18  | Pauline Stey           | Franța      | 1:31:20 |              |          |
| 19  | Hanna Shevchuk         | Ucraina     | 1:31:44 | >            | SB       |
| 20  | Eleonora Anna Giorgi   | Italia      | 1:31:45 | ~~~          |          |
| 21  | Camille Moutard        | Franța      | 1:32:18 | ~            |          |
| 22  | Valentina Trapletti    | Italia      | 1:32:57 |              |          |
| 23  | Vitória Oliveira       | Portugalia  | 1:33:04 | >            | PB       |
| 24  | Rachelle de Orbeta     | Puerto Rico | 1:33:19 | ~            |          |
| 25  | Johana Ordonez         | Ecuador     | 1:33:58 |              |          |
| 26  | Gabriela de Sousa      | Brazilia    | 1:33:59 |              |          |
| 27  | Eliška Martínková      | Cehia       | 1:34:02 | ~~           |          |
| 28  | Antia Chamosa          | Spania      | 1:34:20 | ~~           |          |
| 29  | Saskia Feige           | Germania    | 1:34:49 |              |          |
| 30  | Ayane Yanai            | Japonia     | 1:34:59 |              |          |
| 31  | Mary Luz Andia         | Peru        | 1:35:38 | ~~           | SB       |
| 32  | Rebecca Henderson      | Australia   | 1:35:51 | ~            |          |
| 33  | Barbara Olah           | Ungaria     | 1:35:55 |              |          |
| 34  | Viktória Madarasz      | Ungaria     | 1:36:13 |              |          |
| 35  | Yukiko Umeno           | Japonia     | 1:36:52 |              |          |
| 36  | Sofia Ramos Rodriguez  | Mexic       | 1:37:49 | ~            |          |
| 37  | Kiriaki Filtisakou     | Grecia      | 1:37:51 |              |          |
| 38  | Paula Milena Torres    | Ecuador     | 1:38:03 |              |          |
| 39  | Ángela Castro          | Bolivia     | 1:40:01 |              |          |
| 40  | Valeria Ortuño         | Mexic       | 1:40:53 |              |          |
| 41  | Sandra Arenas          | Columbia    | NT      | ~~~          |          |
| 41  | Meryem Bekmez          | Turcia      | NT      |              |          |
| 41  | Emily Wamusyi Ngii     | Kenya       | NT      | >>           |          |
| 41  | Maritza Rafaela Poncio | Guatemala   | NT      |              |          |
| 41  | Evelyn Inga            | Peru        | DS      | ~~~~         | TR54.7.5 |
| 41  | Olivia Sandery         | Australia   | DS      | >>>>         | TR54.7.5 |
| 41  | Katarzyna Zdzieblo     | Polonia     | DS      | ~>~~         | TR54.7.5 |
| 41  | Christina Papadopoulou | Grecia      | DS      |              |          |

| Legendă: | ~ Cartonaș roșu pentru pierderea contactului | > Cartonaș roșu pentru îndoirea genunchiului | TR54.7.5: Descalificată din cauza regulii TR54.7.5 (4 cartonașe roșii) |